# Angelo Marchetti

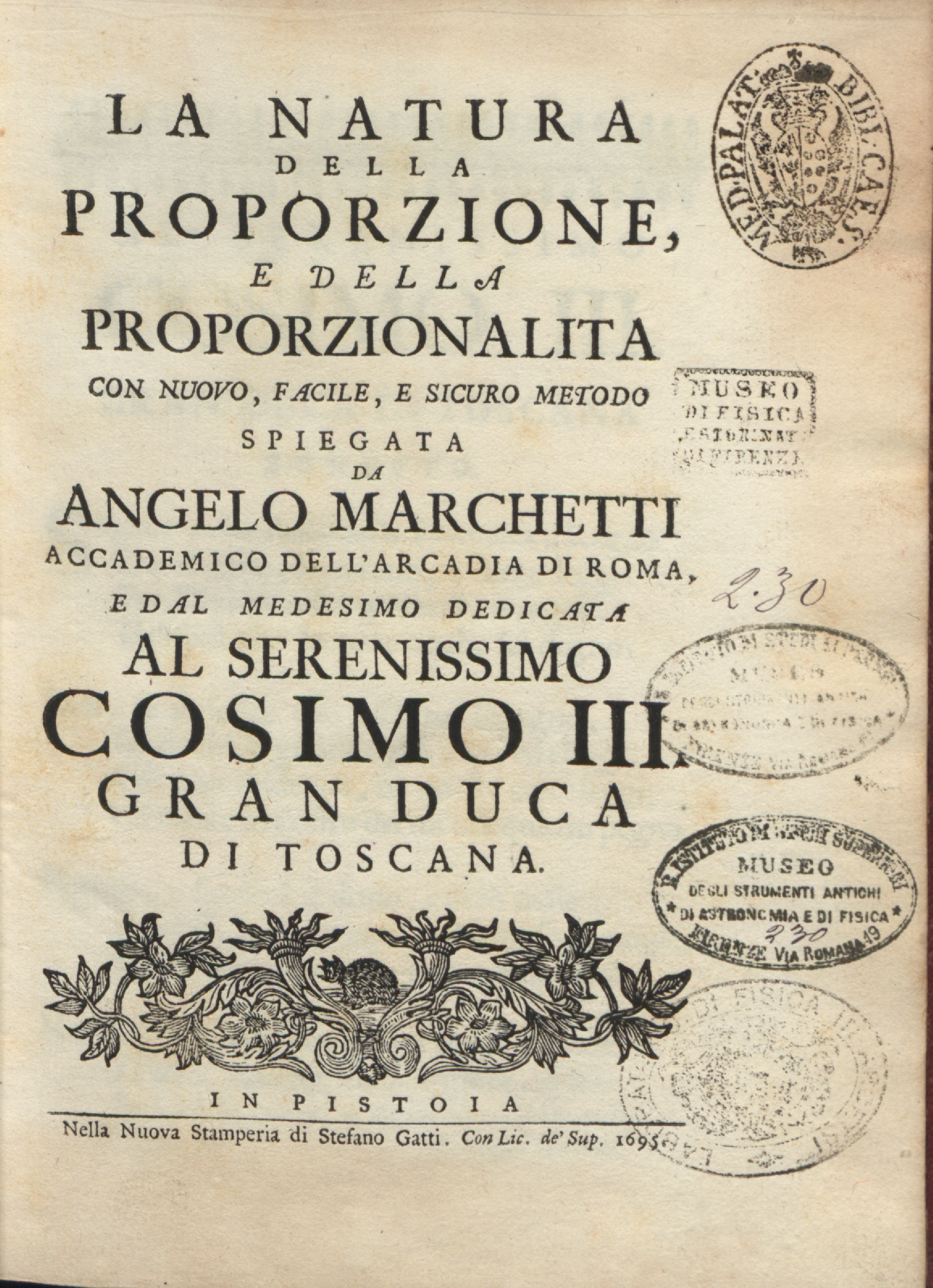
La natura della proporzione, 1695

Angelo Marchetti (1674 - 1753) fue un matemático y cosmógrafo italiano de Pistoya.
Era hijo de Alessandro Marchetti y miembro de la Academia de la Arcadia en Roma.

## Obras
- Prove delle conclusioni intorno a' momenti de' gravi sopra i piani declivi. Florencia: Garbo all'insegna della Stella. 1688.
- La natura della proporzione, e della proporzionalita con nuovo, facile, e sicuro metodo. Pistoya: Stefano Gatti. 1695.
- Breve introduzione alla cosmografia. Pistoya: Atto Bracali. 1738.
- Succinto trattato di navigazione. Pistoya: Atto Bracali. 1738.